# Yaghi-Siyan

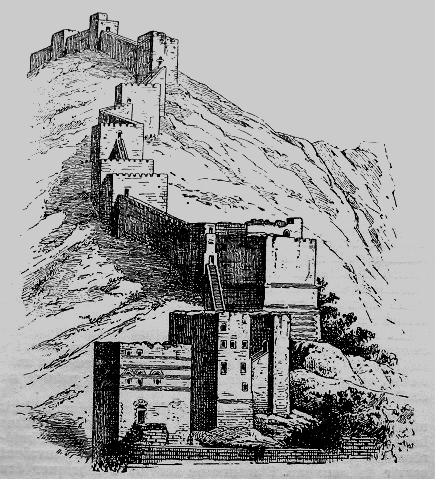
Los muros de Antioquía subiendo por el Monte Silpius durante las cruzadas.

Yaghi-Siyan (muerto el 2 de junio de 1098) fue el gobernador de Antioquía durante la Primera Cruzada.

## Biografía
Yaghi-Siyan era un esclavo turco del sultán selyúcida Malik Shah I. Malik Shah había capturado Antioquía en 1085 y decidió nombrar a Yaghi-Siyan gobernador de la ciudad alrededor de 1090.  Malik Shah murió en 1092, y su sucesor Tutush I otorgó a Yaghi-Siyan un mayor territorio.
A la muerte de Tutush, en 1095, sus sobrinos Fakhr al-Mulk Radwan y Duqaq comenzaron una lucha por el control de Siria, y reclamaron el control de Alepo y de Damasco respectivamente. En particular, la reclamación de Radwan del control de Alepo se oponía a una alianza de Yaghi-Siyan, Ilghazi, y Duqaq. 
Yaghi-Siyan detestaba al tutor de Radwan, Janah ad-Dawla, más incluso que al propio Radwan, y por ese motivo había decidido aliarse con Duqaq. Radwan atacó el territorio con Yaghi-Siyan con sus aliados y asedió Damasco, pero Duqaq e Ilghazi acudieron en ayuda de Antioquía. En 1097 Radwan discutió con su tutor, lo cual facilitó un acercamiento a Yaghi-Siyan que terminó en una alianza sellada con el matrimonio entre Radwan y la hija de Yaghi-Siyan. Estaban a punto de atacar la fortaleza de Shaizar cuando recibieron noticias de la cruzada, y los distintos bandos se retiraron a sus territorios para preparar la defensa de sus dominios.
A pesar de la alianza, Yaghi-Siyan se encontró solo a la hora de luchar contra los cruzados, y sólo podía contar con su propio ejército personal de Antioquía. Para prepararse para el asedio, exilió a muchos de los cristianos pertenecientes a la Iglesia Ortodoxa Griega y Armenia, a los que consideraba poco fiables. También encerró en prisión a Juan de Oxite, Patriarca de Antioquía de la Iglesia Ortodoxa Griega, y convirtió la Catedral de San Pedro en un establo. Los cristianos Ortodoxos Sirianos fueron por lo general respetados, puesto que Yaghi-Siyan les consideraba más leales a él que los otros, puesto que también eran enemigos de los griegos y de los armenios. En el invierno de 1097 - 1098, Antioquía fue sitiada por los cruzados, y Yaghi-Siyan y su hijo Shams ad-Dawla solicitaron ayuda a Duqaq. Mientras tanto lanzaba ataques contra el campamento cristiano y hostigaba a las partidas de forrajeadores del ejército invasor.
Yaghi-Siyan sabía gracias a sus informadores que existían divisiones entre los cristianos debido a que tanto Raimundo IV de Tolosa como Bohemundo de Tarento querían la ciudad para ellos. En una ocasión, mientras Bohemundo estaba buscando alimento, Raimundo atacó la ciudad en solitario, pero fue repelido por las tropas de Yaghi-Siyan. El 30 de diciembre llegaron refuerzos de Duqaq, pero fueron derrotados por la partida de aprovisionamiento de Bohemundo, por lo que se retiraron a Homs. 
Yaghi-Siyan acudió entonces a Radwan en busca de ayuda. Sin embargo, en febrero de ese año, el ejército enviado por Radwan fue también derrotado y, si bien Yaghi-Siyan aprovechó la marcha temporal del ejército invasor para combatir a Radwan para hacer una salida contra el campamento cristiano, también tuvo que retirarse cuando los cruzados retornaron victoriosos. En marzo, Yaghi-Siyan logró emboscar a una partida de cruzados que traían madera y otros materiales desde el puerto de San Simeón. Llegaron noticias al campamento cruzado de que Raimundo y Bohemundo habían muerto en esa batalla, y se produjo una gran confusión que Yaghi-Siyan aprovechó para atacar al ejército comandado por Godofredo de Bouillón. Sin embargo, Yaghi-Siyan volvió a ser repelido cuando Bohemundo y Raimundo volvieron al campamento.
En esta ocasión el gobernador acudió a Kerbogha, atabeg de Mosul, en busca de ayuda. Los cruzados sabían que debían tomar la ciudad antes de que llegasen los refuerzos de Kerbogha, y Bohemundo negoció en secreto con uno de los guardias de Yaghi-Siyan, un armenio fabricante de corazas llamado Firuz, que accedió a traicionar a la ciudad. El 2 de junio de 1098 los cruzados entraron en la ciudad, y Yaghi-Siyan huyó con su guardia personal, mientras que su hijo Shams al-Dawla permaneció defendiendo la ciudadela.
Sin embargo, durante su huida Yaghi-Siyan se cayó del caballo. Sus guardias no vieron posibilidad alguna de llevarse al gobernador herido en su huida, y le dejaron en el camino. Finalmente fue encontrado por un leñador armenio que le reconoció, le cortó la cabeza y se la envió como regalo a Bohemundo.
Antioquía fue reclamada tanto por Bohemundo como por Raimundo. Bohemundo ocupó la ciudadela y Raimundo la residencia de Yaghi-Siyan. Su discusión retrasaría la cruzada durante muchos meses.
Los cruzados recogieron la figura de Yaghi-Siyan en diversas formas en sus escritos en latín. Se pueden encontrar los nombres de Acxianus, Gratianus o Cassianus. La residencia ocupada por Raimundo era conocida como el palatium Cassiani.